# 인조쌀
인조쌀(영어: artificial rice) 또는 인조미(人造米)는 쌀 이외의 곡물을 가공하여 쌀모양으로 만든 것이다. 쌀 부족을 해결하기 위해 쓰인다. 대한민국(남한)에서는 과거 어려운 시절에 정부에 의해 인조쌀의 소비가 장려되던 시절도 있었지만 지금은 유과에 쌀을 입히는 데 종종 사용되는 것을 제외하면 잘 먹지 않는다.
살빼기를 위해 쌀보다 비싼 곤약쌀을 먹기도 한다.

## 같이 보기
- 옥쌀(강낭쌀) - 북한에서 옥수수로 만든 인조쌀